# Juput (főpap)
Juput ókori egyiptomi herceg, Ámon thébai főpapja a XXII. dinasztia idején, apja, I. Sesonk és fivére, I. Oszorkon uralkodása alatt, i. e. 944 és 924 között.

## Élete
Apja I. Sesonk fáraó, anyja neve nem ismert. Két fivéréről tudunk – a későbbi I. Oszorkonról, valamint Nimlotról –, illetve egy lánytestvéréről, Tasepenbasztról, aki Ámon harmadik prófétájához, Dzseddzsehutiiufanhhoz ment feleségül. Juput feleségének neve nem maradt fenn; lánya, Neszihonszpahred Ámon negyedik prófétájához, Dzsedhonsziufanhhoz ment feleségül.
Juput számos címet viselt, ezek: Ámon főpapja; tábornok; a hadsereg vezetője; Felső-Egyiptom kormányzója. Ámon főpapi székében elődje III. Paszebahaenniut, utóda Sesonk volt.
Juput korából az Ámon-papságból ismert személyek:
- Dzsedptahiufanh, Ámon harmadik, majd második prófétája.[2]
- Neszi, a mahaszun nevű líbiai törzs főnöke, Ámon negyedik prófétája.[2]